# Звезда (рассказ Артура Кларка)
«Звезда» (англ. The Star) — фантастический рассказ английского писателя-фантаста Артура Кларка. Впервые опубликован в 1955 году.  В 1956 году рассказ получил премию Хьюго.

## Сюжет
Повествование ведётся от лица священника из Ордена иезуитов, астрофизика в составе экспедиции к сверхновой звезде в созвездии Феникс в трёх тысячах световых лет от Земли.
Экспедиция обнаружила на дальней орбите вокруг взорвавшейся звезды мёртвую планету, на которой был найден знак существования разумной расы. Обитатели исчезнувшей в пламени звезды внутренней планеты, заранее предвидевшие катастрофу и не имевшие возможности спастись от неё, оставили знак своего существования. Земляне нашли записи, показывавшие жизнь этой расы.
Астрофизик-иезуит вычислил, когда взорвалась эта звезда, когда она появилась на земном небосклоне, а также доказал, что взрыв сверхновой был той самой звездой, свет которой возвестил о рождении Иисуса. Рассматривая картины погибшей во время своего расцвета расы — великолепные города, красивые скульптуры, растительность и животный мир, священник задался вопросом:
И всё же, о Всевышний, в твоём распоряжении было столько звёзд! Так нужно ли было именно этот народ предавать огню лишь затем, чтобы символ его бренности сиял над Вифлеемом?

## Публикации
- В серии «Научная фантастика». — М.: Знание, 1965. — 115 000 экз.
- В антологии «Чего стоят крылья». — М.: Советская Россия, 1989. — С. 456—465. — 528 с. — 100 000 экз. — ISBN 5-268-00279-1.
- В антологии «Другое небо». — М.: Издательство политической литературы, 1990. — С. 511—518. — 574 с. — 300 000 экз. — ISBN 5-250-00766-X.